# نقزو
نقزو یک منطقهٔ مسکونی در سودان است که در نیل واقع شده‌است.